# Glenurus proi
Glenurus proi is een insect uit de familie van de mierenleeuwen (Myrmeleontidae), die tot de orde netvleugeligen (Neuroptera) behoort. 
Glenurus proi is voor het eerst wetenschappelijk beschreven door Navás in 1930.